# Географічний факультет Київського національного університету імені Тараса Шевченка
Географічний факультет — структурний підрозділ Київського національного університету імені Тараса Шевченка що покликаний провадити фундаментальну підготовку спеціалістів у галузі наук про Землю та дотичних гуманітарних наук, що використовують хорологічну парадигму.

## Історія
Факультет був заснований у 1933 році як відділення у складі геолого-географічного факультету Київського університету (самостійний підрозділ з 1944 року). До 1970 р. факультет розташовувався у жовтому корпусі КНУ імені Тараса Шевченка (на бульварі Т. Шевченка); 1970-2005 рр. - в корпусі на Васильківській 90 (разом з геологічним факультетом); з 2005 р. - на пр. Глушкова, 2.

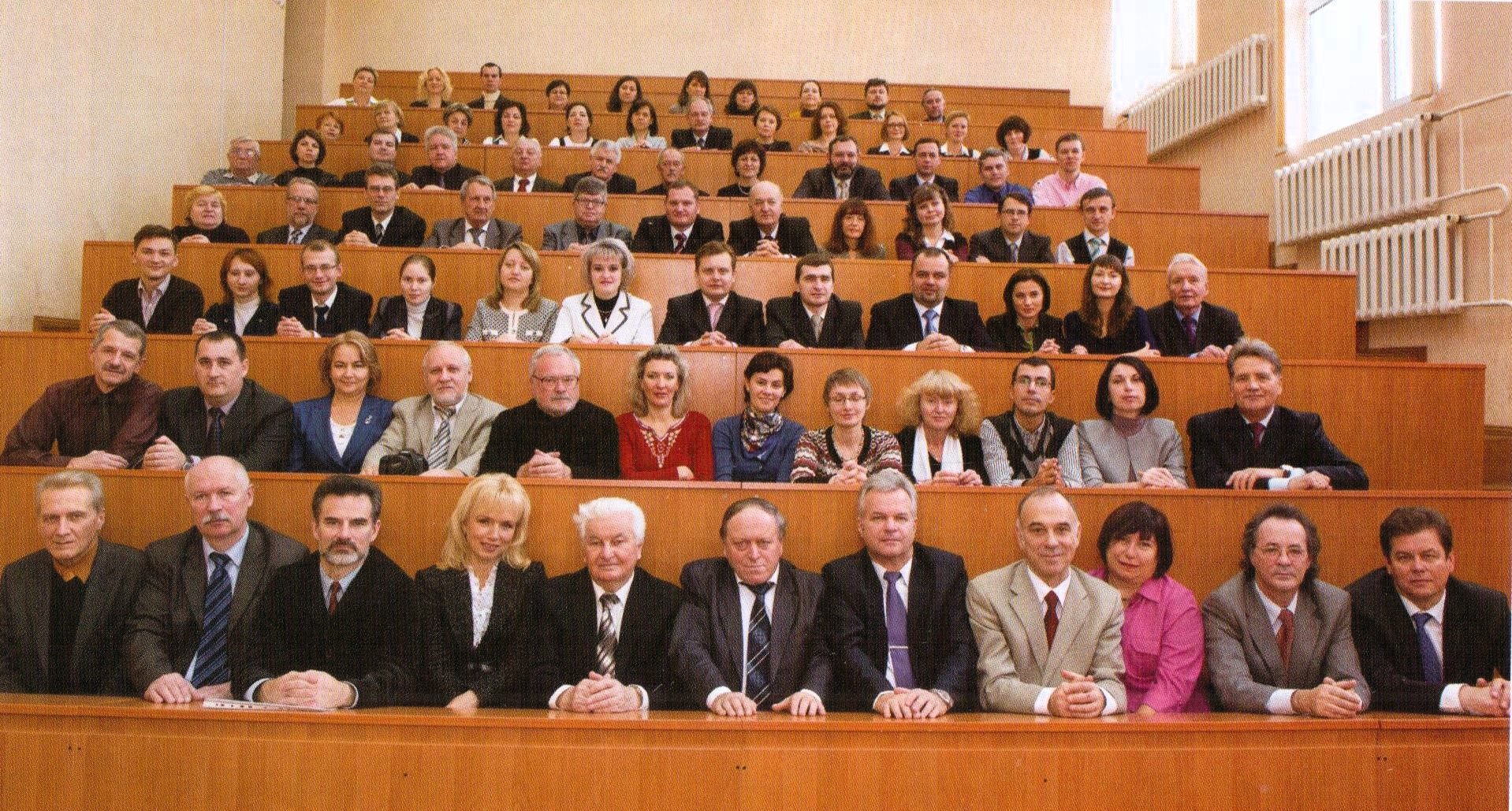
Викладачі та співробітники географічного факультету КНУ ім. Тараса Шевченка, 2013 р.

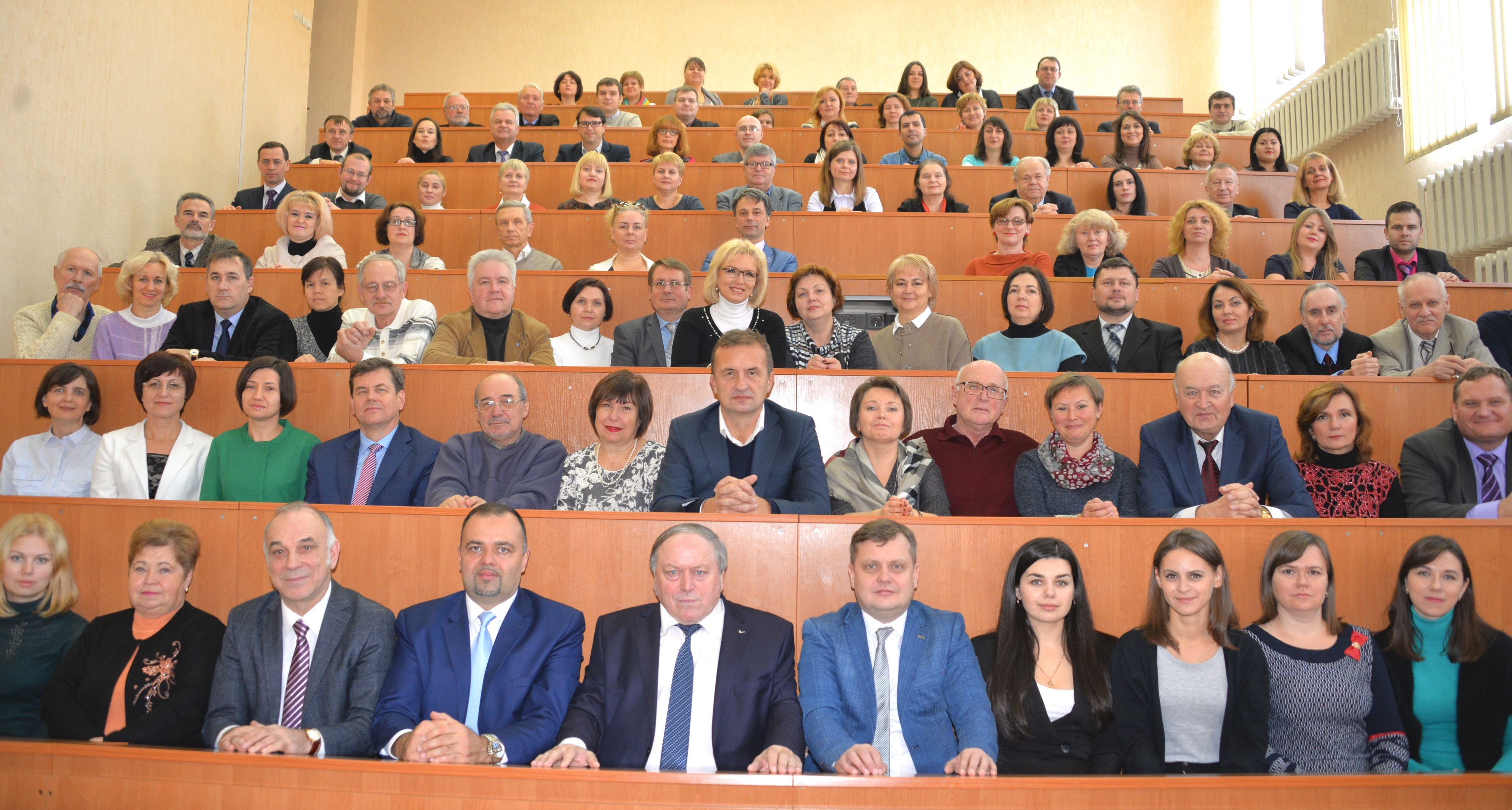
Викладачі та співробітники географічного факультету КНУ ім. Тараса Шевченка, 2018 р.

Викладачі та співробітники географічного факультету КНУ ім. Тараса Шевченка, 2024 р.

## Навчання
Навчальний процес ведуть 103 викладачі (70 штатних працівників, 33 сумісники). Штатні працівники: 24 доктори наук, професори; 34 доценти, кандидати наук; 12 асистентів, кандидатів наук. Навчається 1200 студентів денної і 370 студентів заочної форм навчання. Напрямки підготовки:
- географія (спеціалізації: рекреаційне природокористування, географія рекреації та туризму, екологія ландшафту, менеджмент природних ресурсів та прикордонний екологічний контроль, геоморфологія та палеогеографія, ґрунтознавство та управління земельними ресурсами, міжнародне екологічне співробітництво, фізична географія та геоекологія),
- економічна та соціальна географія (спеціалізації: управління розвитком регіону, розвиток продуктивних сил та регіональна економіка, країнознавство та міжнародні дослідження);
- туризм (спеціалізація: міжн. туризм);
- гідрометеорологія (спеціалізація: екологічна та синоптична метеорологія; спеціальність: гідрологія , спеціалізація гідроекологія);
- геодезія, картографія та землеустрій.

На початку 2000-х років при факультеті діяв Київський інститут регіонального управління, підприємництва, екологічного менеджменту та туризму, в якому здійснювалася підготовка зі спеціальностей: туризм (спеціальність міжнародний туризм), геодезія, картографія та землеустрій (спеціальність землевпорядкування та кадастр).

## Наукові дослідження
Наукові напрями досліджень на факультеті:
- регіональний географо-екологічний аналіз;
- регіональні суспільно-географічні процеси;
- гідроекологічні дослідження.

Факультет має 2 науково-дослідні лабораторії (регіональні проблеми економіки і політики; ландшафтої екології та аерокосмічного моніторингу навколишнього середовища) та 2 НДС (гідроекології та гідрохімії, картографії та геоінформатики).
Студентська наукова робота на факультеті представлена у формі наукового студентського товариства та конференції молодих вчених.

## Кафедри
На факультеті працює 8 кафедр:
- кафедра землезнавства та геоморфології;
- кафедра метеорології та кліматології;
- кафедра фізичної географії та геоекології;
- кафедра гідрології та гідроекології;
- кафедра геодезії та картографії;
- кафедра країнознавства та туризму;
- кафедра економічної та соціальної географії;
- кафедра географії України.

## Галерея

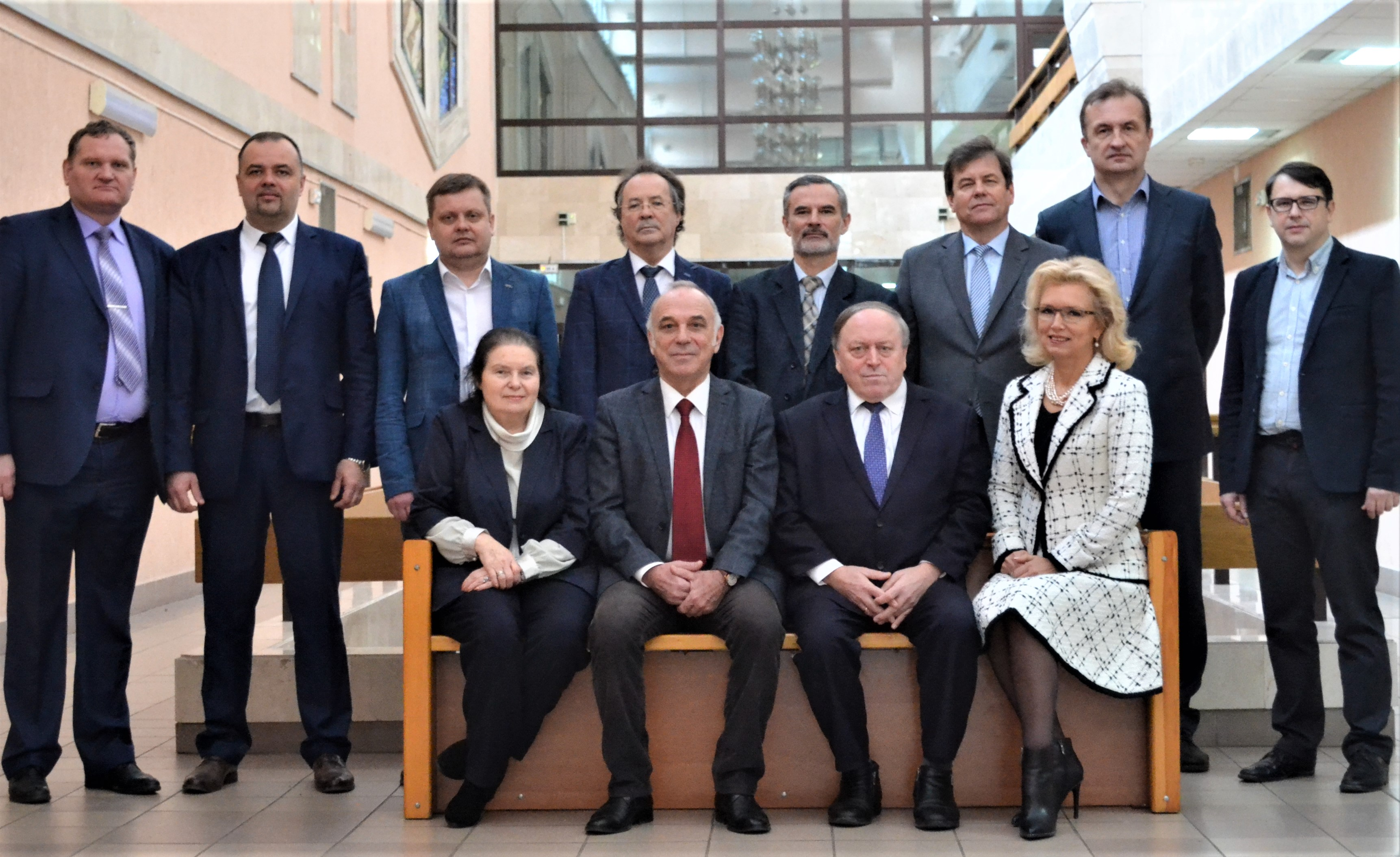
Завідувачі кафедр з деканом та його заступниками, 2019 р.
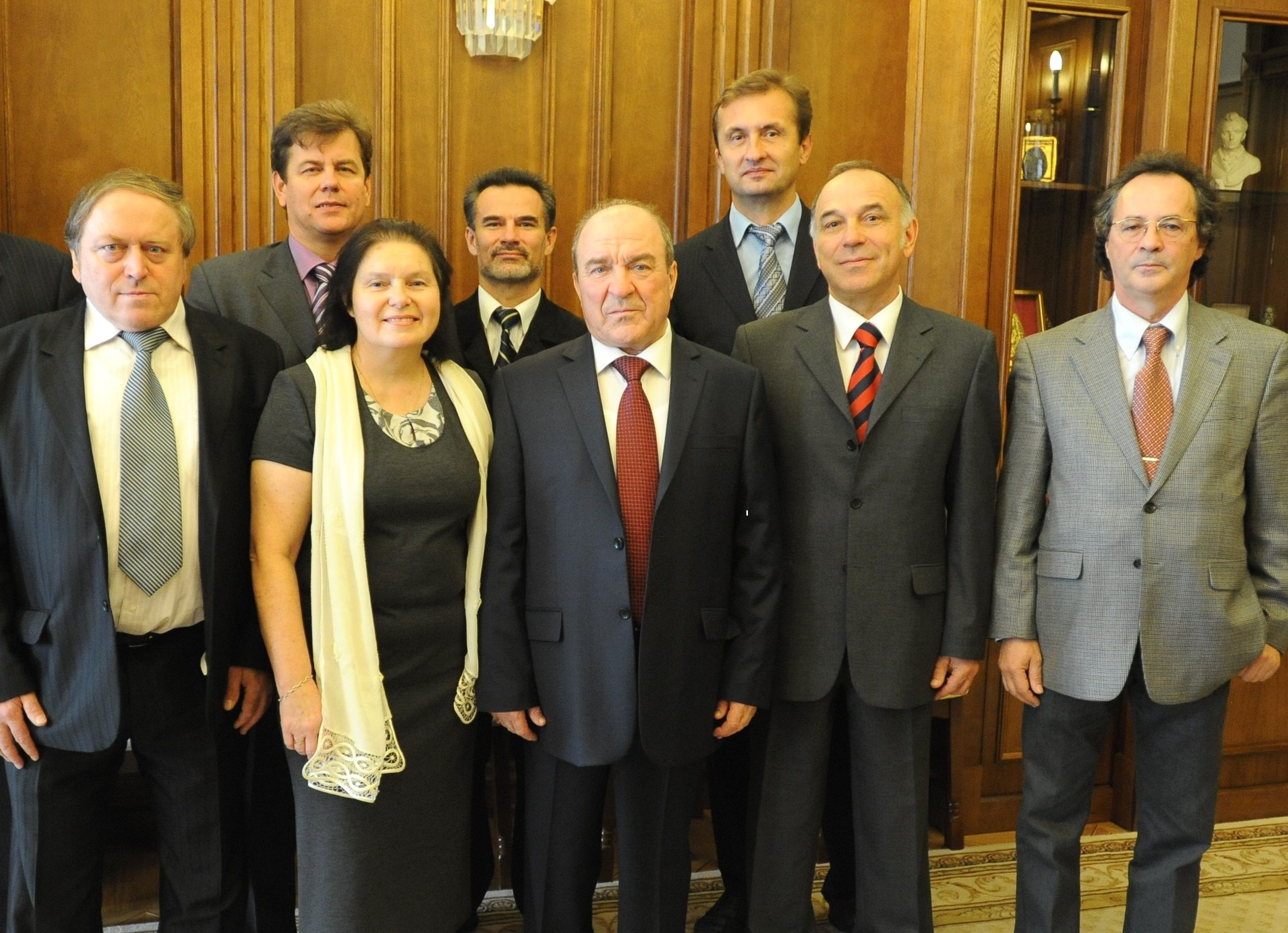
Декан і завідувачі кафедр з ректором, 2011 р.
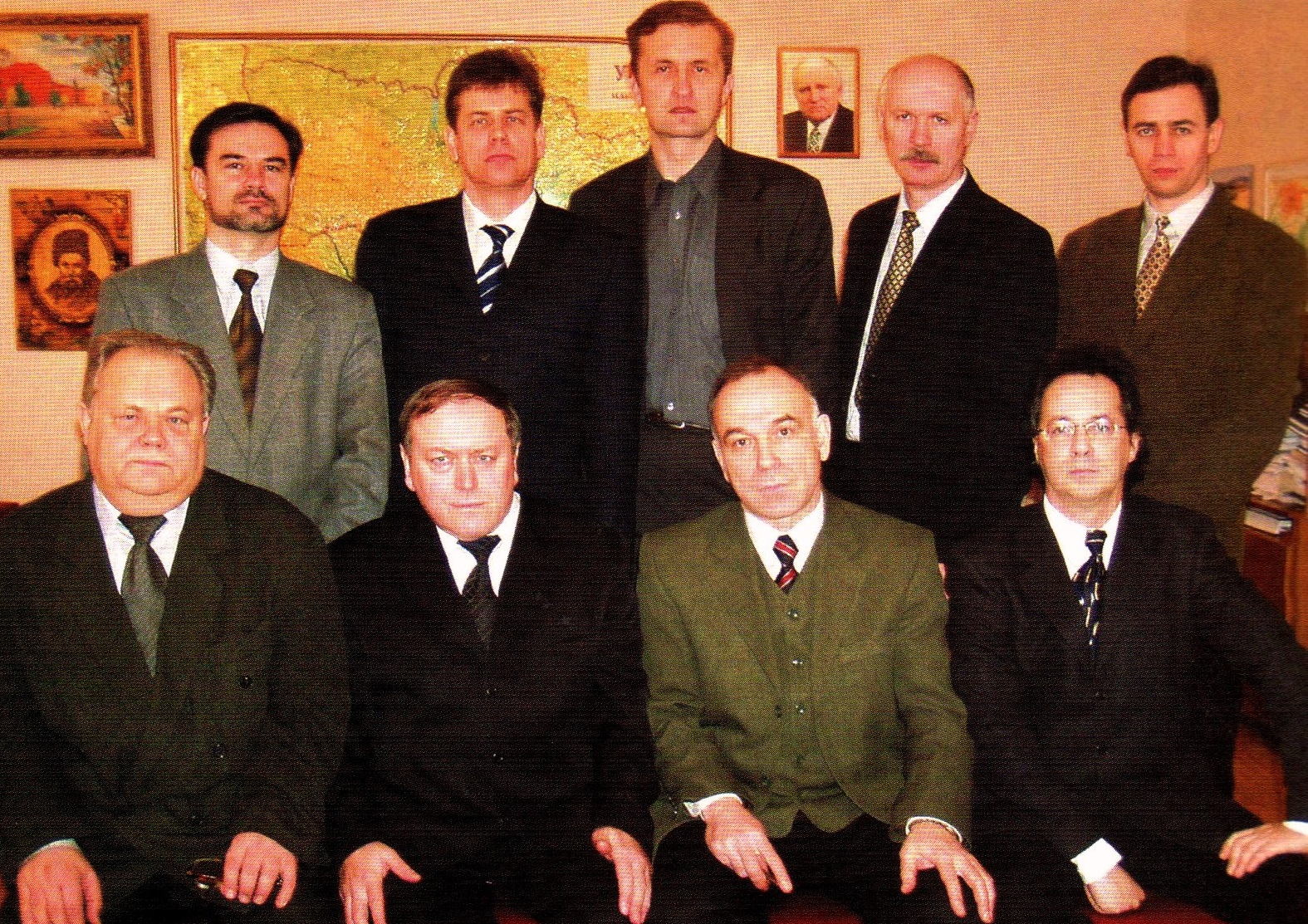
Завідувачі кафедр і декан, 2004 р.
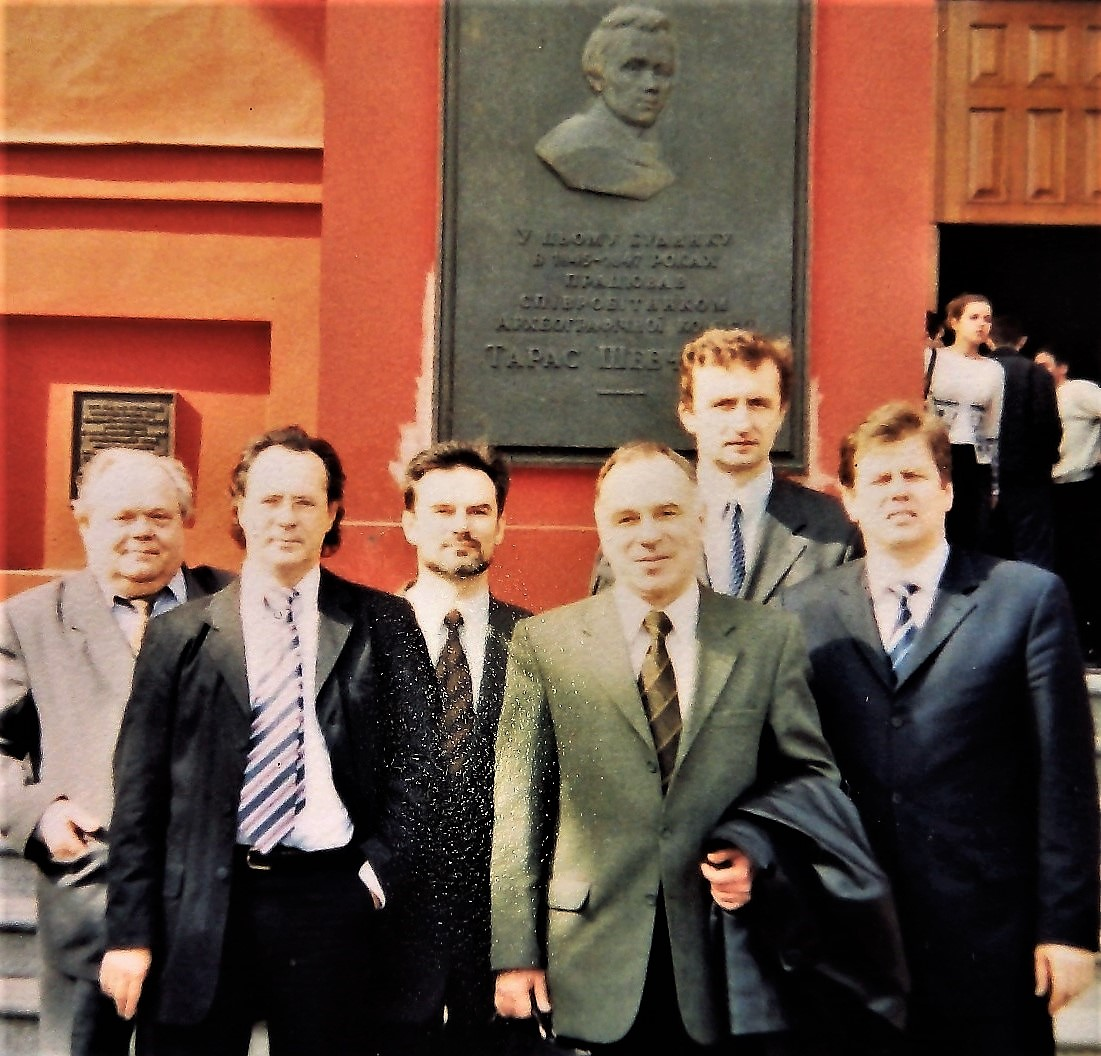
Завідувачі кафедр, 2003 р.

### Кафедра землезнавства та геоморфології
Створена 1949 року за ініціативи ректора Київського університету, видатного українського геолога та геоморфолога академіка В. Г. Бондарчука як кафедра геоморфології. 2004 року перейменована у кафедру «землезнавства та геоморфології». Завідувачами кафедри свого часу були:
- 1949—1967 — доктор геолого-мінералагочних наук, професор, заслужений діяч науки УРСР Заморій П. К.;
- 1967—1975 — кандидат географічних наук, доцент Грубрін Ю. Л.;
- 1975—1986 — доктор географічних наук, професор Рослий І. М.;
- 1986—1994 — доктор географічних наук, професор Кошик Ю. О.;
- 1994—2002 — доктор географічних наук, професор Мельничук І. В.;
- 2002—… — доктор географічних наук, професор Бортник С. Ю.

Готує фахівців зі спеціальностей: «геоморфологія та палеогеографія», «ґрунтознавство та управління земельними ресурсами». На сьогодні у складі кафедри 7 штатних працівників, серед них професори, доктори географічних наук С. Ю. Бортник, Н. П. Герасименко, О. О. Комлєв, В. В. Стецюк, доценти, кандидати географічних наук О. В. Ковтонюк, Н. М. Погорільчук та асистент Т. М. Лаврук. На кафедрі працювали відомі вчені та дослідники — О. М. Маринич, член-кореспондент НАН України, міністр освіти УРСР; П. Ф. Гожик, академік НАН України, директор Інституту геологічних наук НАН України; Р. І. Сосса, доктор географічних наук, директор науково-виробничого підприємства «Картографія»; В. І. Олещенко, заслужений юрист України, кандидат географічних наук, керівник науково-дослідного підприємства «Центр енергетичного та ядерного права» при Інституті держави і права імені В. М. Корецького НАН України; В. І. Нудельман, доктор географічних наук, професор, дійсний член і член Президії Української академії архітектури, заслужений діяч науки і техніки, двічі лауреат Державної премії України з архітектури та ін. З перших років заснування кафедри була розгорнута науково-дослідна робота, спрямована на розробку теоретичних і прикладних проблем геоморфології та палеогеографії. На кафедрі сформувались відомі в Україні та далеко за її межами наукові школи: палеогеоморфологічна, палеогеографічна, структурно-геоморфологічна, інженерно-геоморфологічна, еколого-геоморфологічна.
Кафедра підтримує тісні наукові зв'язки та виконує спільні проєкти із викладачами та науковцями зарубіжних університетів — Ягеллонського, Люблінського, Варшавського (Польща); Бостонського (США); Московського, Санкт-Петербурзького (Росія) та вітчизняних — Львівського, Одеського, Таврійського, Харківського, Івано-Франківського та інших. Викладачі та науковці кафедри співпрацюють із організаціями та установами Міністерства екології та природних ресурсів, Міністерства житлового та комунального господарства, Міністерства надзвичайних ситуацій, Державного комітету земельних ресурсів, Державної геологічної служби, Національного космічного агентства, а також з Інститутом географії та Інститутом геологічних наук НАН України.
При кафедрі 1967 року була створена Науково-дослідна лабораторія ландшафтної екології та аерокосмічного моніторингу навколишнього середовища як група прикладних геоморфологічних досліджень (науковий керівник — доцент Е. Т. Палієнко). 1976 року перейменована на «Палеогеоморфологічного аналізу» (Ю. О. Кошик), у 1995—1999 роках працювала під назвою «Дистанційних методів моніторингу довкілля» (С. Ю. Бортник), з 1999 року носить сучасну назву. Завідувач лабораторії, науковий співробітник Ю. А. Сілецький. Головним завданням лабораторії є проведення фундаментальних та прикладних географічних досліджень, впровадження їх результатів у виробництво та навчальний процес, сприяння підвищенню якості підготовки фахівців. Лабораторією виконано 6 держбюджетних та 23 госпдоговірних тем.

### Кафедра метеорології та кліматології
Заснована кафедра була 1949 року з метою підготовки висококваліфікованих фахівців-метеорологів та кліматологів для забезпечення потреб військової та цивільної авіації, морського флоту, сільського господарства, які бурхливо розвивалися у повоєнні роки. Підготовка фахівців-метеорологів проводилася у Київському університеті практично з часу його заснування. Викладання метеорології розпочалося спочатку в рамках курсу лекцій з фізичної географії — як її основного розділу, а у другій половині XIX століття вона стає самостійною дисципліною навчального процесу. 1846 року почалося викладання метеорології професором Е. А. Кнорром. 1855 року засновано Метеорологічну обсерваторію при університеті. 1865 року розпочато актинометричні дослідження та дослідження атмосферної електрики член-кореспондентом Російської академії наук професором М. П. Авенаріусом. 1888 року вперше на теренах Російської імперії було організовано реєстрацію прямої сонячної радіації професором Р. М. Савельєвим. 1892 року організована Придніпровська мережа метеорологічних станцій професором П. І. Броуновим. У 1895—1915 роках викладання метеорології та керівництво Метеорологічною обсерваторією здійснює професор Й. Й. Косоногов, академік Всеукраїнської академії наук з 1922 року. 1920 року почалися аерологічні та оптичні спостережень академіком УАН, професором Б. І. Срезневський, який 1926 року організував при Укрнауці науково-дослідній кафедрі геофізики та сільськогосподарської метеорології.
На кафедрі працює 7 штатних викладачів: 2 професори, 3 доценти, 2 асистенти. Завідувачами кафедри свого часу були:
- 1949—1953 — професор Половко І. К.;
- 1953—1974 — професор Попов В. П.;
- 1974—1991 — професор Щербань М. І.;
- 1991—2002 — професор Волощук В. М.;
- 2002-… доктор географічних наук, професор Сніжко С. І.

Наукові напрямки досліджень: математичні моделювання атмосферних процесів, гідрометеорологічні аспекти зміни клімату, прикладні дослідження забруднення атмосфери. За останні 5 років кафедрою було опубліковано 250 наукових публікацій у вітчизняних та 45 у закордонних журналах, близько 20 підручників та монографій. Найважливішими з них є монографії: «Клімат України», «Стихійні метеорологічні явища на території України», підручник «Основи метеорології», «Математичне моделювання атмосферних процесів».
Кафедра підтримує наукові зв'язки з Державною гідрометеорологічною службою, з Міністерством екології та природних ресурсів, Міністерством з надзвичайних ситуацій, Міністерством оборони, з Університетом Склодовської-Кюрі (Польща), з Вестфальським і Потсдамським університетами (Німеччина), з Кембриджським університетом (Велика Британія), з Інститутом Поля Шерера (Вілліген, Швейцарія), Інститутом атмосфери та клімату (IACETH) при Швейцарському федеральному технологічному інституті (ETHZ) (Цюрих, Швейцарія).

### Кафедра фізичної географії та геоекології

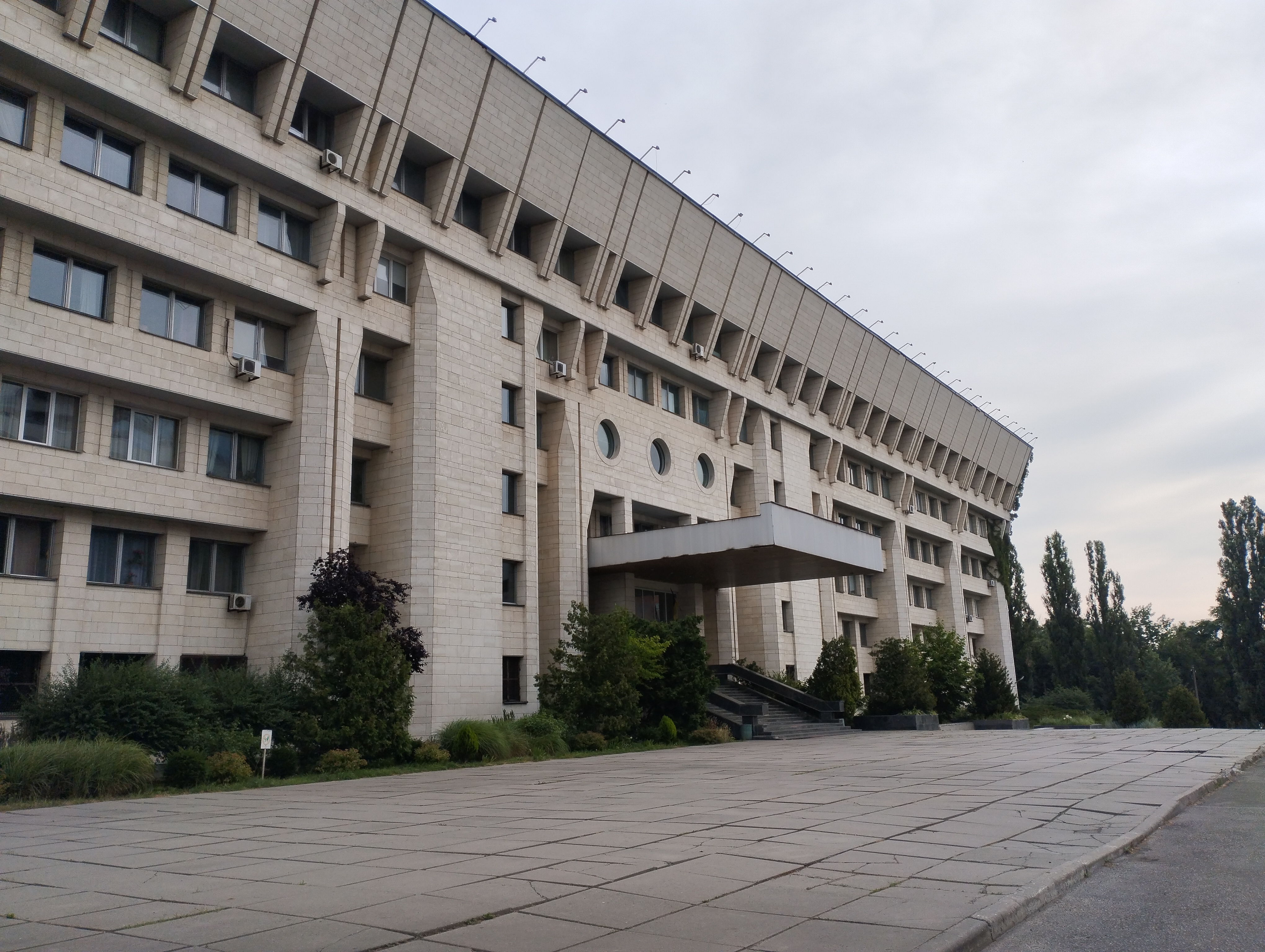
Будівля факультету, липень 2025

Фізична географія в університеті введена в навчальні плани з перших років його існування, на фізико-математичному відділі філософського факультету було створено кафедру фізики і фізичної географії. Як самостійна кафедра була організована 1891 року за ініціативи визначного фізико-географа професора П. І. Броунова. Свого часу кафедрою керували професори Косоногов Йосип Йосипович і академік Тутковський Павло Аполлонович. Після визвольних змагань в Україні Університет святого Володимира був перетворений на Київський інститут народної освіти, а кафедру закрито. 1933 року кафедру було відновлено. Після повернення університету з евакуації до Києва, у ньому створений самостійний географічний факультет, а заняття на кафедрі розпочалися з вересня 1944 року.
Завідувачами кафедри свого часу були:
- 1933—1949 — Половко Іван Кирилович.
- 1944—1956 — Юденич В. І., Попов В. П., Добринін Б. Ф., Глібко М. І., Гаврилюк В. С., Жавжаров А. А.
- 1953—1956 — Погребняк П. С..
- 1956—1971 — член-кореспондент НАН України Маринич Олександр Мефодійович, за керівництва якого розробили теоретичні засади, методи та схему фізико-географічного районування України, були розпочаті детальні та регіональні ландшафтні дослідження України.
- 1971—1995 — професор Шищенко П. Г. За його ініціативи науковці розгорнули ландшафтознавчі дослідження прикладного спрямування з геоекологічного обґрунтування проєктів і схем містобудівництва, рекреаційних зон, природоохоронних територій, меліоративних систем.
- 1995-… Гродзинський М. Д.

У 1957 році при кафедрі створена ґрунтознавча експедиція, що проводила дослідження в Україні, Сибіру, Казахстані. Свою сучасну назву кафедра отримала 1995 року при реорганізації кафедри фізичної географії та раціонального природокористування та кафедри екології у дві новостворені кафедри — фізичної географії та геоекології, географії України. Кафедра є провідною науковою установою в Україні з вивчення проблем ландшафтної екології та геоекології. За час існування кафедра підготувала близько 3000 спеціалістів фізико-географів.

### Кафедра гідрології та гідроекології
Кафедра заснована у 1949 році як кафедра гідрології суші (1976 року перейменована на «гідрології та гідрохімії», 2002 року — на «гідрології та гідроекології»).
Кафедра готує фахівців за спеціальністю «гідрологія» напрямку «гідрометеорологія». Випускники кафедри працюють в установах гідрометслужби України та зарубіжних країн, Держводагенства України, Мінприроди України, МНС України, інститутах НАН України і проєктних організаціях.
Штат кафедри: 10 викладачів (2 доктори наук, професори; 1 доктор наук, доцент; 4 кандидати наук, доценти; 3 кандидати наук, асистенти); 6 співробітників навчально-допоміжного персоналу; 7 співробітників науково-дослідного сектору(серед яких 3 кандидати наук). Усього на кафедрі — 23 працівники, серед них — 3 доктори і 10 кандидатів наук. Навчається — понад 70 студентів.
Завідувачі кафедри:
- 1949—1962 —  професор Назаров В. О.;
- 1962—1968 — член-кор. АН УРСР Пишкін Б. А.;
- 1968—1976 — в.о. професора Пустовойт С. П.;
- 1976—1993 — професор Пелешенко В. І.;
- 1993—2000 — професор Горєв Л. М.;
- 2000—2019 — професор Хільчевський В. К.
- 2019— …… — професор Гребінь В. В.

1971 року при кафедрі створюється проблемна науково-дослідна лабораторія гідрохімії (з 1992 року «гідроекології та гідрохімії»). У 1981 році при кафедрі створюється Богуславський гідролого-гідрохімічний стаціонар на річці Рось (Київська область) для проведення наукових досліджень та навчальних практик.
З 2000-х років розширилися гідрологічні та гідрохімічні дослідження, пов'язані з гідроекологічною проблематикою. Вагомим науковим внеском у розвиток гідрології та гідрохімії стали дослідження докторів наук: Хільчевського В. К. — з гідрохімії регіональних басейнових систем та розробка нормативів моніторингу вод в системі Держводагенства України згідно з Водною рамковою директивою ЄС;
Д. В. Закревського — з проблеми гідрохімії осушуваних земель; О. Г. Ободовського — з гідролого-екологічних питань руслових процесів, менеджменту водних ресурсів у басейнах транскордонних річок; М. І. Ромася — з гідрохімії водойм-охолоджувачів АЕС; В. В.  Гребня — з проблеми впливу кліматичних змін на гідрологічний режим. Всього на кафедрі, починаючи з 1981 року, захищено 8 докторських та низка кандидатських дисертацій.
Вчені кафедри гідрології та гідроекології співпрацюють з колегами з Московського державного університету ім. М. В. Ломоносова, Гідрохімічного інституту (м. Ростов-на-Дону, Росія). При виконанні тематики по транскордонних річках підтримують творчі зв'язки з вченими-гідрологами Білорусі, Польщі, Словаччини, Угорщини, Румунії.
При кафедрі 2000 року було засновано фаховий періодичний науковий збірник «Гідрологія, гідрохімія і гідроекологія» (на 2012 р. видано 26 випусків). З 2001 року кафедрою було започатковано проведення Всеукраїнських наукових конференцій з міжнародною участю «Проблеми гідрології, гідрохімії та гідроекології» (I — 2001 р., II — 2003 р., III — 2006 р., м. Київ; IV — 2009 р. — м. Луганськ; V —  2011 р. — м. Чернівці; VI - 2014 р. — м. Дніпро; VII - 2018 р. — м. Київ). Взято участь у роботі над фундаментальними проєктами: «Національним атласом України» (2007) — спільно з вченими УкрНДГМІ розроблено карти якості води; тритомною «Екологічною енциклопедією» (2006—2008), розробкою та впровадженням методик гідрографічного та водогосподарського районування території України згідно вимог Європейського Союзу (2012—2013). З 2000 р. співробітниками кафедри опубліковано понад 20 монографій. Всього за час діяльності кафедри видано 13 підручників і 10 навчальних посібників з міністерським грифом, значну кількість навчально-методичної літератури.
Відомі випускники кафедри гідрології та гідроекології: голова гідрометеорологічної служби України В. М. Ліпінський, з 2010 р. — В. О.  Громовий; перший заступник голови Держводагенства України М. В. Яцюк, заступник голови Держводагенства України О. В.  Чунарьов; директор Українського науково-дослідного гідрометереологічного інституту, член-кореспондент НАН України В. І. Осадчий; директор Центральної геофізичної обсерваторії О. О. Косовець; учасники експедицій в Антарктиду О. В. Серебряков та А. П. Тхорик; політик, народний депутат України 3-го скликання Ю. П. Сахно.

### Кафедра геодезії та картографії
В університеті з перших років існування було введено викладання окремих розділів курсу геодезії (теорія фігури Землі) на базі кабінету геодезичних приладів, переданого з Віленського університету, що мав у своєму розпорядженні біля сотні приладів. 1838 року заснована при фізико-математичному відділенні філософського факультету як кафедра астрономії, що невдовзі дістала назву «астрономії та геодезії». Першими викладачами геодезії були учні пулковської наукової школи В. Я. Струве — професори В. Ф. Федоров (1802—1855) та А. П. Шидловський (1818—1892). Упродовж перших, більш ніж 30 років її існування, астрономо-геодезичні визначення на території України були виключним напрямом дослідницької роботи кафедри. Експедиційні дослідження 1847—1848 років були пов'язані із проєктом «Дуга Струве» (внесено до Списку всесвітньої спадщини ЮНЕСКО як об'єкт культури виняткової універсальної цінності), під час якого А. П. Шидловським особисто було визначено 30 астрономо-геодезичних пунктів у Харківській губернії та довготи Новгорода, Москви, Рязані, Тули. У 1869 році на кафедрі астрономії та геодезії працював професор Московського університету (з 1890 року директор Пулковської обсерваторії), автор теорії кометних форм Ф. О. Бредіхін (1831—1904). За його керівництва на території України вперше створено 10 гравіметричних пунктів. Засновник київської математичної школи професор Д. О. Граве (1863—1939) зробив великий внесок у розробку основних питань математичної теорії побудови географічних карт. З 1894 року перший лекційний курс картографії викладав астроном і геодезист Р. П. Фогель (1859—1919). Кафедра функціонувала протягом всього періоду існування Київського університету, збереглась, навіть, після його докорінної реорганізації у Київський інститут народної освіти в 1920 році, де на одному з трьох новостворених факультетів у Відділі природничих наук існував фізико-математичний підвідділ з астрономо-геодезичн. циклом.
Після чергової реорганізації в 1933 році було відроджено Київський університет, у складі якого було засновано геолого-географічний факультет. З цього часу кафедра відокремилась від кафедри астрономії і разом з кафедрою фізичної та економічної географії затвердилась на географічному відділенні. У 1944 році кафедра одержала назву «геодезії та картографії» у складі самостійного географічного факультету (після повернення з евакуації). Кафедру в різні часи очолювали відомі вчені:
- 1933—1937 — професор П. К. Нечипоренко;
- 1944—1946 — професор В. Г. Леонтович;
- 1946—1953 — доцент М. М. Бєлонін;
- 1953—1954 — доцент П. І. Михайловський;
- 1954—1980 — професор А. С. Харченко;
- 1980—1992 — професор В. М. Сердюков;
- 1992—1995 — професор А. Г. Григоренко;
- 1995—2012 — професор А. М. Молочко;
- 2012—....   —   професор Л.М. Даценко.

На кафері працюють 47 співробітників, з яких 15 — професорсько-викладацький склад: 3 професори (2 доктор наук), 8 кандидатів наук, доцентів, кандидат наук  та 3 асистенти без ступеня. 2 аспірантів (на 2020/21 н.р.). У складі кафедри функціонують 2 лабораторії: навчальна лабораторію у складі 8 чоловік, з яких 7 спеціалістів та 1 лаборант. На кафедрі підготовлено 2 тис. фахівців картографів, багато науковців (близько 80) кандидатів наук, 10 випускників кафедри стали докторами наук (один член-кореспондент та один академік НАН України). Кафедра з 1998 забезпечує проведення навчальних практик студентів у Богуславському гідролого-гідрохімічному стаціонарі та з 2000 року на базі табору Мрія у селі Плюти Обухівського району Київської області.
Міжнародні зв'язки кафедра здійснює з науковими та освітніми установами світу завдяки участі в роботі Міжнародної картографічної асоціації (член комісії з теоретичної картографії цієї організації професор В. О. Шевченко); узгодженню змісту навчальних програм в межах Євразійської асоціації університетів, співробітництву (читання лекцій, спільні публікації) з науковцями Інституту картографії Дрезденського технічного університету, підтримці студентських ініціатив Європейської географічної асоціації EGA. Ініціатор організації Міжнародних картографічних конференцій (1996, 1998, 2002 років), а також організації післядипломного навчання (в рамках спільного українсько-шведського пілот-проєкту «Збір та реєстрація даних…»).
Щорічно публікується близько 20 наукових праць. На базі кафедри 1996 року видається фахове видання ВАК України збірник наукових праць «Картографія та вища школа».

### Кафедра країнознавства та туризму
Створена у 1990 році на географічному факультеті кафедра була першою в країні з підготовки фахівців для сфери туризму та комплексних країнознавчих досліджень, що постала одним з провідних центрів країни як в галузі фахової освіти, так і наукових досліджень для потреб туризму. Кафедра готує спеціалістів: фахівців з міжнародного туризму, географів-країнознавців, фахівців з міжнародних регіональних досліджень. 26 випускників кафедри отримали наукові ступені кандидатів наук. Завідувачі кафедри:
- 1990—2005 — доктор географічних наук, професор Яценко Борис Павлович,
- 2006-… — доктор географічних наук, професор Любіцева Ольга Олександрівна.

На кафедрі працюють 11 штатних співробітників, з них 4 доктори наук, професори, 5 доценти та 2 асистента, кандидати географічних наук. Професором Б. П. Яценком розвивається науковий напрямок з політичної географії, країнознавства; професором О. О. Любіцевою — з географії туризму, послуг, географії культури і релігії; професором І. Г. Смирновим — з геологістики; професором О. О. Бейдиком — з туристичного ресурсознавства. Доцент В. К. Кіптенко розробляє напрямок географічних досліджень інформаційної сфери, доцент І. І. Винниченко досліджує діаспору, доцент В. І. Стафійчук — геополітику та країнознавство, доцент О. Ю. Малиновська — організацію туризму, доцент Т. І. Шарага — географію послуг, кандидат географічних наук, асистент Н. М. Матвієнко — питання регіонального управління, кандидат географічних наук, асистент Ю. Г. Брайчевський — геоінформаційні технології в країнознавстві та туризмі. Навчальний процес та наукові дослідження забезпечуються лабораторією геоінформації та туризму.
Кафедра підтримує зв'язки майже з 70 ВНЗ України, які готують кадри для туризму, надаючи методичну допомогу в організації навчального процесу, особливо тісно співпрацюючи з Харківським, Львівським, Таврійським, Дніпропетровським університетами, Інститутом туризму Федерації профспілок України, а також з університетами Польщі (Вроцлавський, Ягеллонський), Росії (Московський, Санкт-Петербурзький), Естонії (Тартуський), Греції (Салоніки), Японії (Кіото).
З 2007 року започаткований випуск збірника наукових праць «Географія та туризм», який включений до переліку фахових видань з напряму «географія». Основні праці науковців кафедри:
1. Винниченко І. І. Українці в державах колишнього СРСР. 1992.
2. Географія релігій / С. В. Павлов, К. В. Мезенцев, О. О. Любіцева. 1998.
3. Любіцева О. О. Ринок туристичних послуг. 2002.
4. Світове господарство в умовах глобалізації. (Колектив кафедри). 2004.
5. Смірнов І. Г. Логістика. 2004.
6. Бабарицька В. К., Малиновська О. Ю. Менеджмент туризму. Туроперейтинг. 2004.
7. Економічна і соціальна географія світу. / За ред. Б. П. Яценка: Підручник для 10 класу загальноосвітньої школи, перекладений російською, угорською, польською мовами. Має електронну версію. 1997—2006.
8. Стафійчук В. І. Рекреалогія. 2006.
9. Екскурсознавство і музеєзнавство / В. К. Бабарицька, А. Я. Короткова, О. Ю. Малиновська. 2007.
10. Політична географія і геополітика / Б. П. Яценко, В. І. Стафійчук, Ю. С. Брайчевський. 2007.
11. Туристичні ресурси України / О. О. Любіцева, Є. В. Панкова, В. І. Стафійчук. 2007.

### Кафедра економічної та соціальної географії
Кафедра була створена 1933 році у складі геолого-географічного факультету академіком К. Г. Воблим (1988 року перейменована у «економічної та соціальної географії»). Кафедра здійснює підготовку фахівців із управління розвитком регіонів та розвитку продуктивних сил та регіональної економіки. У роки Другої світової війни, під час евакуації 1941—1943 років, кафедра не працювала. Завідувачі кафедри:
- 1947—1958 — доцент Пяртлі Костянтин Петрович;
- 1959—1973 — професор Діброва Олексій Тимофійович;
- 1973—1974 — доцент Мохначук Степан Степанович;
- 1974—1975 — професор Юрківський Віктор Минович;
- 1975—1998 — професор Пістун Микола Данилович;
- 1998-… — професор Олійник Ярослав Богданович.

На кафедрі працювали: Г. О. Кривченко, Ф. М. Мачихін, М. Я. Міжега, І. Ф. Мукомель, В. Д. Поданчук, І. М. Рибачок, М. Г. Русаков, Г. Л. Станкевич, Є. Й. Шипович. При кафедрі розвивається наукова школа «Регіональні суспільно-географічні процеси» (науковий керівник Я. Б. Олійник). 2002 року створена науково-дослідна лабораторія «Регіональні проблеми економіки і політики» з ініціативи останнього. Професорсько-викладацький склад досліджує теоретичні засади суспільної географії; суспільо-географічні процеси; територіальну організацію господарської діяльності людини; проблеми суспільно-географічного районування України; регіональну політику України; геополітику і політичну географію; прогнозування суспільно-географічного розвитку території. Викладачі беруть участь у виконання комплексної наукової програми «Охорона навколишнього середовища». У 2001—2005 роках під керівництвом Я. Б. Олійника виконувались держбюджетні теми: «Концепція вищої географічної освіти», «Суспільно-географічні основи регіонального природокористування». Результатом дослідження стали теоретико-методологічні основи природокористування, аналіз складових природно-ресурсного потенціалу регіону, виробничого і соціального потенціалу. Оцінено рівень соціального потенціалу регіону. Виявлено елементи територіальної структури господарства Столичного регіону та відмінності у рівнях екологічної безпеки адміністративних районів. Проведено оцінку еколого-економічної ефективності промислового виробництва, обґрунтовано шляхи покращення умов життєдіяльності населення регіону. За результатами досліджень видано монографію «Суспільно-географічні основи регіонального природокористування». Вченими кафедри досліджуються суспільно-географічні основи регіональної економічної безпеки. У складі кафедри 4 доктори наук; 6 кандидатів наук, 1 асистент без ступеня.
Кафедра підтримує наукове співробітництво з Інститутом географії НАН України, Радою по вивченню продуктивних сил України НАН України, Інститутом економіки НАН України, географічними вишами України, університетами Угорщини, Росії, Білорусі, Німеччини, Великої Британії, США.
За останні 10 років опубліковано 50 підручників, навчальних посібників, монографій. Серед них найвагоміші:
1. Регіональна економіка. — К., 2007.
2. Суспільно-географічне районування України. — К., 2000.
3. Теорії розміщення продуктивних сил і регіональної економіки. — К., 2001.
4. Регіональна політика в Україні: суспільно-географічних аспект. — К., 2004.
5. Теоретичні основи туризмології. — К., 2005.

### Кафедра географії України
Кафедра була створена 1 червня 1995 року доктором географічних наук, професором, членом-кореспондентом Академії педагогічних наук П. Г. Шищенко. З травня по кінець серпня 2000 року кафедру очолювала професор Л. Л. Малишева. Нині кафедру очолює доктор географічних наук, професор О. Ю. Дмитрук. На кафедрі сформована і діє наукова школа регіонального геоекологічного аналізу (засновник — П. Г. Шищенко). Одним з напрямком наукової діяльності є розробка конструктивно-географічних проблем урбанізаційного та рекреаційного природокористування в Україні, проблеми стандартизації шкільної та вищої географічної освіти України та ряд ін. На кафедрі працюють 3 професори, доктори географічних наук, 7 доцентів, кандидатів географічних наук та 3 асистенти, кандидатів географічних наук. У науково-дослідній частині кафедри працює 3 співробітника, 7 осіб — навчально-допоміжний персонал.
Кафедра підтримує міжнародні наукові зв'язки із закордонними навчальними і науковими установами, закладами та організаціями, бере участь у роботі Міжнародного географічного союзу (Швейцарія, Німеччина, Сеул, Туніс) по лінії Українського географічного товариства, співробітничає із географічними факультетами університетів США, Великої Британії, Німеччини, Польщі, Росії, Білорусі та ін. Налагоджені інтенсивні науково-освітні зв'язки з університетами Італії. Здійснюється діяльність міжнародного загальноуніверситетського центру географічних та культурних досліджень Італії «ІТАЛАМО».
За останні роки підготовлено понад 120 друкованих праць. Серед них підручники:
1. Фізична географія материків та океанів / Шищенко П. Г., Удовиченко В. В., Аріон О. В., Олішевська Ю. А., Петрина Н. В. — К., 2008.
2. Масляк П. О. Країнознавство. — К., 2008.
3. Дмитрук О. Ю., Щур Ю. В. Спортивно-оздоровчий туризм. — К., 2008.
4. Дмитрук О. Ю., Щур Ю. В. Безпека життєдіяльності. — К., 2008.

## Деканат
Склад адміністрації географічного факультету: 
Декан  — Запотоцький Сергій Петрович;
Заступник декана з навчальної роботи  — Пасько Володимир Феодосійович;
Заступник декана з наукової роботи і міжнародного співробітництва — Шевченко Ольга Григорівна;
Заступник декана з виховної роботи  — Гринюк Олег Юрійович;
Деканат (денна форма навчання)  — Окольнича Ірина Іванівна;
Деканат (заочна форма навчання)  — Жук Валентина Іванівна.

## Декани
Декани географічного факультету:
- 1933—1936 — Крокос Володимир Іванович;
- 1937—1938 — Шматько Микола Гаврилович;
- 1938—1941 — Мукомель Ізраїль Феліксович;
- 1943—1945 — Шматько М. Г.;
- 1945—1947 — Юденич Віктор Іванович;
- 1947—1954 — Поданчук Василь Денисович;
- 1954—1956 — Пяртлі Костянтин Петрович;
- 1956—1958 — Маринич Олександр Мефодійович;
- 1958—1960 — Харченко Андрій Семенович;
- 1960—1968 — Маринич О. М.;
- 1968—1980 — Щербань Михайло Ілліч;
- 1980—1985 — Юрківський Віктор Минович;
- 1985—1989 — Шищенко Петро Григорович;
- 1989—1994 — Падун Микола Миколайович;
- 1994—1999 — Шищенко П. Г.;
- 1999—2020 — Олійник Ярослав Богданович;
- 2021 — Запотоцький Сергій Петрович;

## Лауреати Державної премії України в галузі науки і техніки
Державної премії України в галузі науки і техніки  у складі авторських колективів у різні роки були удостоєні професори географічного факультету - визначні українські вчені за передові розробки в сучасній географічній науці та міждисциплінарній сфері:
- Шищенко П.Г., Щербань М.І. (1993 р.) - за цикл наукових праць «Географічні основи регіонального природокористування».
- Гродзинський В.К. (2015 р.) - за цикл наукових праць «Наукові основи збереження та відновлення біотичного і ландшафтного різноманіття України...».
- Хільчевський В.К. (2017 р.) - за цикл наукових праць "Оцінка, прогнозування та оптимізація стану водних екосистем України".

## Удостоєні почесних звань України
За значний внесок у розвиток географічної науки і освіти професорам географічного факультету присвоєно почесні звання України: заслужений діяч науки і техніки України, заслужений працівник освіти України.
 Заслужений діяч науки і техніки України 
- Пелешенко В.І. (1990)
- Шищенко П. Г. (1999)
- Олійник Я.Б. (2002)
- Іщук С.І. (2009)
- Хільчевський В.К. (2009)

 Заслужений працівник освіти України 
- Масляк П.О. (2009)
- Любіцева О.О. (2014)
- Сніжко С.І. (2018)
- Дмитрук О.Ю. (2018)

## Заслужені професори Київського університету
Почесним званням Київського національного університету імені Тараса Шевченка "Заслужений професор Київського національного університету імені Тараса Шевченка" відзначені: 
- Пелешенко В.І. (2002)
- Шищенко П. Г. (2009)
- Олійник Я.Б. (2018)

## Міжнародна співпраця
Географічний факультет проводить широку роботу щодо розвитку міжнародних зв'язків та внутрішньодержавних зв'язків з іншими вузами України, спорідненими інститутами НАН України. У галузі наукових досліджень факультет співпрацює із наступними закордонними університетами:
- Ягеллонським (Краків, Польща),
- Дебреценським (Дебрецен, Угорщина),
- Мюнхенським (Мюнхен, Німеччина),
- географічними факультетами університетів США, Великої Британії, Росії, Білорусі, Словаччини, Чехії, Нідерландів.

## Емблема (герб) факультету
Вчена рада географічного факультету КНУ імені Тараса Шевченка 21 квітня 2021 р. затвердила емблему факультету (протокол № 11).
Опис емблеми. Емблема має форму круглого геральдичного щита, облямованого червоною смужкою з написом «Географічний факультет КНУ ім. Тараса Шевченка». У білому полі зображення земної кулі, виконане в білому і синьому кольорах, з сіткою паралелей і меридіанів, увінчане навколо золотим  лавровим вінком. Внизу в основі лаврового вінка напис «1933», уверху в його кінцівках – восьмипроменева роза вітрів.
Значення символів. Земна куля – основний об’єкт дослідження географії. Паралелі і меридіани – символізують інтереси до вивчення будь-якого куточка планети, а дороговказом в численних експедиціях і наукових розвідках є роза вітрів – давній картографічний і геральдичний знак. Білий колір символізує благородство, відвертість, синій – великодушність, вірність або просто небо, під яким географи виконують свої дослідження.
Золотий лавровий вінок – символ слави, перемоги, миру. Тим самим вшановуються, всі ті, хто вивчає Землю, дбає про довкілля, а також багатотисячний колектив випускників географічного факультету. 
Напис «1933» – данина історії. Це рік заснування геолого-географічного факультету, витоки з якого бере географічний факультет, який у 1944 р. перетворився у самостійний структурний підрозділ. 
Напис «Географічний факультет КНУ ім. Тараса Шевченка» виконано в облямуванні червоного кольорі – традиційному кольорі Київського національного університету імені Тараса Шевченка. Цим підкреслюється приналежність географічного факультету до славної сім’ї факультетів та інститутів Шевченкового університету.
Автори емблеми: професор  В.К. Хільчевський  (член Українського геральдичного товариства), професор С.П. Запотоцький. Комп’ютерний дизайн^ В.О. Рогінець.

## Видання факультету
Географічний факультет видає та підтримує видання наступних періодичних видань:
- Вісник Київського університету імені Тараса Шевченка. Серія Географія (ISSN: 1728-3817);
- Економічна та соціальна географія;
- Картографія та вища школа;
- Гідрологія, гідрохімія і гідроекологія (ISSN: 2306-5680);
- Фізична географія та геоморфологія (ISSN: 0868-6939);
- Географія та туризм.